# Microsoft Teams
Microsoft Teams er en samlet kommunikations- og samarbejdsplatform, der kombinerer vedvarende arbejdspladschat, videomøder, fillagring (inklusiv samarbejde om filer) og integration med applikationer. Tjenesten er integrereret med virksomhedens abonnementsbaserede Office 365-kontorpakke og indeholder udvidelser, der kan integreres med ikke-Microsoft-produkter. Microsoft Teams er en konkurrent til tjenester som Slack og er videreudviklingen af Microsofts Skype for Business.
Microsoft annoncerede Teams ved en begivenhed i New York og lancerede tjenesten på verdensplan den 14. marts 2017. Den blev skabt i løbet af et internt hackathon i virksomheden og ledes i øjeblikket af Brian MacDonald, vicedirektør i Microsoft.

## Historie
Den 4. marts 2016 kom nyheden om, at Microsoft havde overvejet af byde otte milliarder dollars for Slack, men at Bill Gates var imod købet og mente, at virksomheden i stedet skulle fokusere på at forbedre Skype for Business. Qi Lu, vicedirektør for applikationer og tjenester, anførte bevægelsen for at købe Slack. Efter Lus afgang senere samme år annoncerede Microsoft Teams til offentligheden den 2. november 2016 som en direkte konkurrent til Slack.
Slack kørte en helsidesreklame i New York Times, der anerkendte den konkurrerende tjeneste. Selvom Slack bruges af 28 virksomheder i Fortune 100, skrev The Verge, at beslutningstagere ville sætte spørgsmålstegn ved at betale for tjenesten, hvis Teams leverer en lignende funktion i deres virksomheds eksisterende Office 365-abonnement uden ekstra omkostninger. ZDNet rapporterede, at virksomhederne ikke konkurrerede om de samme brugere, da Teams på det tidspunkt ikke lod medlemmer uden for abonnementet deltage på platformen, og det derfor ville være usandsynligt, at små virksomheder og freelancere skiftede. Microsoft har siden tilføjet denne funktionalitet. Som svar på annonceringen af Teams forbedrede Slack deres integration med Google-tjenester.
Den 3. maj 2017 meddelte Microsoft, at Microsoft Teams ville erstatte Microsoft Classroom i Office 365 Education (tidligere kendt som Office 365 for Education). Den 7. september 2017 begyndte brugerne at lægge mærke til en meddelelse, der lød "Skype for Business er nu Microsoft Teams". Dette blev bekræftet den 25. september 2017 på Microsofts årlige Ignite-konference.
Den 12. juli 2018 annoncerede Microsoft en gratis version af Microsoft Teams, der tilbyder de fleste af platformens kommunikationsmuligheder uden beregning, men begrænser antallet af brugere og teamets lagerkapacitet.
I januar 2019 udsendte Microsoft en opdatering, der er målrettet frontmedarbejdere for at forbedre platformens interoperabilitet mellem forskellige computere for detailmedarbejdere.
Den 19. november 2019 meddelte Microsoft, at Microsoft Teams havde nået 20 millioner aktive brugere. Dette er en stigning fra 13 millioner i juli. Den annoncerede en "Walkie Talkie"-funktion i begyndelsen af 2020, der anvender push-to-talk på smartphones og tablets over wi-fi eller mobildata. Funktionen blev designet til medarbejdere, der taler med kunder eller står for den daglige drift.
Den 19. marts 2020 meddelte Microsoft, at Microsoft Teams havde ramt 44 millioner daglige brugere, delvis på grund af coronaviruspandemien i 2019-2020.

## Funktioner

### Teams
Teams lader fællesskaber, grupper eller teams deltage via en bestemt URL eller invitation, der er sendt af en teamadministrator eller -ejer. Teams for Education giver administratorer og lærere mulighed for at oprette specifikke teams til klasse, professionelle læringsfællesskaber, medarbejdere og alle.

### Kanaler
I et team kan medlemmer opsætte kanaler. Kanaler er samtaleemner, der giver teammedlemmer mulighed for at kommunikere uden brug af e-mail eller gruppe-sms. Brugere kan svare på indlæg med såvel tekst som billeder, GIF'er og specialfremstillede memes.
Direkte beskeder giver brugerne mulighed for at sende private beskeder til en bestemt bruger i stedet for en gruppe mennesker.
Forbindelser er tredjepartstjenester, der kan sender meddelelser til en kanal. Forbindelser inkluderer MailChimp, Facebook Pages, Twitter og Bing News.

### Opkald
- Instant messaging
- Voice over IP (VoIP)
- Videomøder inde i klientsoftwaren

Teams understøtter møder over telefonnettet, hvilket giver brugerne mulighed for at ringe til telefonnumre fra klienten.

### Møde
Møder kan planlægges eller oprettes ad hoc, og brugere, der besøger kanalen, vil kunne se, at et møde er i gang. Teams har også et plug-in til Microsoft Outlook til at invitere andre til et Teams-møde.

### Uddannelse
Microsoft Teams giver lærere mulighed for at fordele, give feedback på og bedømme de studerendes opgaver, der er afleveret via Teams ved anvendelse af fanen Opgaver, der er tilgængelig for abonnenter på Office 365 for Education. Quizzer kan også tildeles studerende gennem en integration med Office Forms.

## Klienter

### Tilgængelige klienter
Fra og med september 2019 er følgende Microsoft Teams-klienter tilgængelige:
- Windows og MacOS: Inkluderet i Office 365 eller frit tilgængelig
- iOS: Microsoft-app i App Store[24]
- Android: Microsoft-app i Google Play[25]
- Web: Teams web client, understøttet af almindelige desktop internetbrowsere[26]
- Linux: siden december 2019 som en prøveversion[27]

### Afviklede klienter
- Windows Phone: klient blev afviklet i juli 2018 og stoppede med at fungere i oktober 2018[28]
- Windows 10 Mobile: fra og med 2019 vises klienten i Microsoft-butikken, men er markeret som "aktuelt ikke tilgængelig"[29]